# Reginald Sheffield
Reginald Sheffield, nato Matthew Reginald Sheffield Cassan (Londra, 18 febbraio 1901 – Pacific Palisades, 8 dicembre 1957), è stato un attore britannico naturalizzato statunitense, il quale a un'importante esperienza di attore bambino sia in Inghilterra che negli Stati Uniti, fece seguire un'altrettanto importante carriera di attore caratterista nel cinema americano.
Era il padre dell'attore Johnny Sheffield.

## Biografia
Rimasto orfano di padre a nove anni, nel 1913 iniziò a recitare nel cinema in Inghilterra sotto il nome di "Eric Dasmond", divenendo il primo attore bambino a interpretare in un film la parte del giovane David Copperfield e ricoprendo parti da protagonista in numerosi cortometraggi.
Nel 1914 si recò una prima volta negli Stati Uniti dove, unitamente alla madre, recitò in teatro a Broadway (sotto il nome di Reggie Sheffield) al fianco di C. Aubrey Smith nell'opera teatrale Evidence. Continuò ad essere attivo nel cinema inglese fino a quando con la famiglia non si trasferì definitivamente a New York, dove lui e la sorella Flora furono impegnati a Broadway, mentre il fratello lavorò come contabile in una banca e come agente teatrale.
Come giovane attore, dal 1919 Reginald si trasferì a lavorare nel cinema di Hollywood, continuando però a recitare anche in teatro a Broadway fino al 1930. Nel 1927 sposò Louise Van Loon (1905-1987), dalla quale avrà tre figli.
L'esperienza accumulata in teatro gli consentì di superare senza traumi la transizione dal muto al sonoro. Trasferitosi permanentemente con la famiglia in California, continuò ad apparire negli anni trenta e quaranta, in ruoli di supporto al fianco dei più famosi attori del tempo, in importanti produzioni cinematografiche tra cui Schiavo d'amore (1934) e Il sospetto (1941). Introdusse a una fortunata carriera di attori bambini entrambi i figli: Johnny Sheffield (il popolarissimo "figlio di Tarzan" nei film con Johnny Weissmuller) e Billy Sheffield.
Negli anni cinquanta si dedicò con successo alla televisione, dove ottenne popolarità nel ruolo del Prof. Mayberry nella serie Rocky Jones, Space Ranger (1954).
Il suo ultimo impegno cinematografico fu nel film I bucanieri (1958), remake de I filibustieri (1938); è l'unico attore del cast ad essere presente in entrambe le versioni.
Morì nel 1957 nella sua casa a Pacific Palisades, in California, all'età di 56 anni.

## Filmografia parziale

### Cinema
- Lieutenant Pie's Love Story, regia di Hay Plumb (1913) - cortometraggio
- David Copperfield, regia di Thomas Bentley (1913) - feature film
- The Forsaken, regia di Warwick Buckland (1913) - cortometraggio
- The Princes in the Tower, regia di Hay Plumb (1913) - cortometraggio
- Little Boy Bountiful, regia di Warwick Buckland (1914) - cortometraggio
- Memory, regia di Warwick Buckland (1914) - cortometraggio
- Be Sure Your Sins, regia di Cecil M. Hepworth (1915) - cortometraggio
- A Call from the Past, regia di Frank Wilson (1915) - cortometraggio
- Piccadilly Jim, regia di Wesley Ruggles (1919)
- The Country Cousin, regia di Alan Crosland (1919)
- Classmates, regia di John S. Robertson (1924)
- The Pinch Hitter, regia di Joseph Henabery (1925)
- Old English, regia di Alfred E. Green (1930)
- Partners of the Trail, regia di Wallace Fox (1931)
- Schiavo d'amore (Of Human Bondage), regia di John Cromwell (1934)
- One More River, regia di James Whale (1934)
- Il cardinale Richelieu (Cardinal Richelieu), regia di Rowland V. Lee (1935)
- Society Fever, regia di Frank R. Strayer (1935)
- Splendore (Splendor), regia di Elliott Nugent (1935)
- I filibustieri (The Buccaneer), regia di Cecil B. DeMille (1938)
- Female Fugitive, regia di William Nigh (1938)
- Earthbound, regia di Irving Pichel (1941)
- Il sospetto (Suspicion), regia di Alfred Hitchcock (1941)
- Occhi nella notte (Eyes in the Night), regia di Fred Zinnemann (1942)
- L'idolo cinese (Three Strangers), regia di Jean Negulesco (1946)
- Per te ho ucciso (Kiss the Blood Off My Hands), regia di Norman Foster (1948)
- Prison Warden, regia di Seymour Friedman (1949)
- I figli dei moschettieri (At Sword's Point), regia di Lewis Allen (1952)
- Duello sulla Sierra Madre (Second Chance), regia di Rudolph Maté (1953)
- Secret of Treasure Mountain, regia di Seymour Friedman (1956)
- L'inferno ci accusa (The Story of Mankind), regia di Irwin Allen (1957)
- I bucanieri (The Buccaneer), regia di Anthony Quinn (1958)

### Televisione
- Fireside Theatre –  serie TV,  3 episodi (1950)
- Four Star Playhouse – serie TV, 1 episodio (1953)
- Rocky Jones, Space Ranger – serie TV, 5 episodi (1954)
- 77º Lancieri del Bengala (Tales of the 77th Bengal Lancers) – serie TV, episodio 1x02 (1956)
- The Adventures of Jim Bowie – serie TV, 1 episodio (1957)

## Teatrografia
- Evidence (Lyric Theatre, Broadway; 1914)
- The Merry Wives of Windsor (New Amsterdam Theatre, Broadway; 1916)
- If (Fulton Theatre, Broadway; 1917)
- The Betrothal (Shubert Theatre, Broadway; 1918 / Century Theatre, Broadway; 1919)
- Youth (Greenwich Village Theatre, Broadway; 1920)
- The Way Things Happen (Lyceum Theatre, Broadway; 1924)
- Helena's Boys (Henry Miller's Theatre, Broadway; 1924)
- Hay Fever (Maxine Elliott's Theatre, Broadway; 1925)
- The Pearl of Great Price (Century Theatre, Broadway; 1926)
- Slaves All (Bijou Theatre, Broadway; 1926)
- Soldiers and Women (Ritz Theatre, Broadway; 1929)
- Dear Old England (Ritz Theatre, Broadway; 1930)